# Кикины палаты
Ки́кины пала́ты — памятник архитектуры петровского барокко, находящийся в Санкт-Петербурге по адресу Ставропольская улица, дом 9.
Это единственный сохранившийся до нашего времени дом адмирала-советника и одного из сподвижников Петра I — Александра Кикина (Кикин имел также участок в центре города, на месте которого сейчас расположен Зимний дворец). Дом был построен в 1714 году неизвестным архитектором (предположительно Андреасом Шлютером) недалеко от смоляного двора.
Изначально здание было одноэтажным на подвалах, с двумя этажами в центральной части. В центре и по бокам южного и северного фасадов были ризалиты, на первый этаж вело высокое крыльцо. Планировка, внешняя конфигурация и линейные размеры палат тождественны центральной части Большого Петергофского дворца. В исходном оформлении фасады были декорированы двойными пилястрами на втором этаже и одинарными на первом, на обращённом к Неве фасаде окна боковых ризалитов были украшены фигурными наличниками с волютами и карнизами, кирпичом были выложены гладкие и рустованные лопатки и тяги, крыша была покрыта черепицей.
В 1718 году Кикин был казнён за организацию побега из России царевича Алексея Петровича, а его дом взят в казну. В 1719—1727 годах здесь находилась коллекция петровской Кунсткамеры и личная библиотека Петра I. Для приспособления под Кунсткамеру над одноэтажными боковыми крыльями был надстроен второй этаж, в центре здания надстроили третий этаж.
С 1733 года здесь разместились лазарет и канцелярия лейб-гвардейского Конного полка, в Большом зале устроили церковь, над ней В. Растрелли возвёл деревянную колокольню с куполом и крестом. В 1829—1830 годах А. Е. Штауберт разобрал надстройку и крыльцо, срубил пилястры, гладко оштукатурил стены, удалив лопатки, тяги и сандрики, достроил треугольные фронтоны, перестроив третий этаж. В 1874 году со стороны Невы к дому симметрично пристроили лестничные помещения.
Во время Ленинградской блокады Кикины палаты сильно пострадали: была разрушена крыша, часть перекрытий, почти все внутренние стены. В 1950—1952 годах прошло изучение здания В. М. Савковым и И. Н. Бенуа: исследовались составы растворов, кладка и прочие детали. Под отбитой штукатуркой обнаружились следы прежде существовавших декоративных деталей: сандриков, наличников на ризалитах северного фасада, гладких и рустованных лопаток, арки над дверью южного фасада. Удалось найти образец черепицы. Были разобраны позднейшие закладки, отличавшиеся кладкой и кирпичами, были определены размеры и формы окон и ниш рядом с ними.
И. Н. Бенуа разработала проект восстановления вида здания времён 1719—1720 годов. Оформление фасадов 1-2 этажа было спроектировано на основе натурных исследований, заполнение фасада третьего этажа арочными окнами, фронтончики с овальными слуховыми окнами и волютами, деревянная баллюстрада на крыше, расстекловка и заполнение дверных проёмов были разработаны на основе изучения иконографического материала и аналогов. Внутренняя планировка решена в соответствии с современными требованиями, материалов для её восстановления не было. Также использовались современные материалы.
Общестроительные работы (разбор завалов, возведение внутренних стен) начались в 1952 году, проект был одобрен в марте 1953 года. Наружные стены, несмотря на трещины, выбоины и крен, были сохранены, подтянуты металлическими связями, вертикальными накладками из швеллерного железа, стяжками из углового железа, тампонированы сложными раствором с асбестовым волокном. К 1956 году палаты были восстановлены, окрашены в красный и белый на основании натурных исследований об исторической окраске.
В настоящее время в здании размещается музыкальный лицей.
В марте 2020 года была начата масштабная реставрация фасада палат.